# Горан Лабудовић Шарло
Горан Лабудовић Шарло (Врбас, 1970) српски је писац.
Заступљен је у антологијама: Пелуд света Пере Зупца, Антологији 365 Љубавних Милоша Јанковића, Винопев Радомира Андрића, Антологији српске поезије Ненада Грујичића, Антологији Призрене стари Леле Марковић и Радмиле Кнежевић, Антологији Гласници невиђеног и Путеви после Дејана Богојевића и Душана Стојковића, Антологији Најлепше љубавне песме српског језика Данила Јокановића, Антологији Прва књига Матице српске 1957—2007, Антологији Знам да нас има Небојше Деветака, Антологији новије српске поезије Андрее Беате Бицок, Антологији Фигуре у тексту – градови у фокусу Миљурка Вукадиновића и Видака М. Масловарића.
Песме су му превођене на енглески, француски, украјински, руски, словеначки и русински језик. Поезију и књижевну критику објављује у домаћим и иностраним часописима и књижевној периодици. Члан Удружење књижевника Србије.

## Дела
- Размишљам, песме, Матица српска, Нови Сад, 1996.
- Авионско писмо, песме, Фестивал Шумадијске метафоре, Младеновац, Београд 1998.
- АЛС, песме, Будућност, Нови Сад, 2005.
- Ако видиш, песме, Будућност, Нови Сад, 2007.
- Небеска соа, песме, НБ Данило Киш, Врбас, 2010.
- Тајнопис, песме, НБ Данило Киш, Врбас, 2012.
- Поткровља, песме, Граматик, Београд, 2015.
- Сто песама, изабране песме 1996—2016. Граматик, Београд, 2016/2017.
- Како сам ухватио бидермајер, роман, Граматик, Београд, 2017.
- Tempi passati, песме, НБ Данило Киш, Врбас, 2018
- Ветрушка у данима неба, роман, Завод за уџбенике и наставна средства Источно Ново Сарајево, 2019.
- Хлеба и цеви, драма,Стеријино позорје, 2021/22.
- Oltremare, песме, ЈБ Данило Киш, Врбас 2021.
- Када у току вожње заменимо места, драма, Стеријино позорје, 2022/2023.
- Друштвено књиговодство, песме, Графопринт, Горњи Милановац, 2023.
- Реверс за небеску пругу, роман, Агора, Нови Сад, 2023.

## Награде
За свој књижевни рад је добио неколико награда, између осталих:
- Прва награда публике и Трећа награда Стручног жирија на Фестивалу југословенске поезије младих у Врбас
- Прву награду на Конкурсу 16 општина Бачке у Кули
- Песнички крчаг у Београд
- Прву и трећу награду Другог програма Радио Београд на фестивалу Култура младих Србије у Књажевцу
- Прву награду на Фестивалу Шумадијске метафоре у Младеновцу
- Прву награду на конкурсу часописа Улазница из Зрењанин за 2007. годину
- Специјалну награду за поезију библиотеке Његош из Књажевац за 2007. годину.
- Награда „Печат вароши сремскокарловачке”, за књигу песама Тајнопис, Сремски Карловци, 2013.
- Ђурин шешир за књигу изабраних песама Сто песама за 2018. годину Београд
- Златна сова за рукопис романа Ветрушка у данима неба за 2019. годину Завод за уџбенике и наставна средства Источно Ново Сарајево
- Награда Раде Томић за књигу песама Tempi passati за 2019. годину Књажевац
- Соларисов роман године за роман Ветрушка у данима неба за 2019. годину Нови Сад
- Повеља Капетан Миша Анастасијевић за богат песнички опус и очување и развој Фестивала поезије младих Нови Сад Врбас
- Златна значка Културно-просветне заједнице Србије за 2022. годину Београд
- Повеља Александар Ристовић Алтернативна радионица Реч за 2023. годину Чачак
- Награда Милан Ракић за књигу песама Друштвено књиговодство, Удружење књижевника Србије за 2024. годину Београд

О поезији и прози Горана Лабудовића Шарла писали су: Радомир Мићуновић, Перо Зубац, Срба Игњатовић, Радомир Андрић, Ненад Грујичић, Милош Јанковић, Бранислав Зубовић, Душан Стојковић, Иван Лаловић, Зоран Ђерић, Чедомир Љубичић, Давид Кецман, Лела Марковић, Андреа Беата Бицок, Милош Зубац, Весна Голдсворти, Снежана Николић, Растко Лончар, Виолета Бјелогрлић, Весна Марјановић, др Младен Ђуричић...